# N718 (België)
De N718 is een als expresweg aangelegde gewestweg in de Belgische provincie Limburg nabij Sint-Truiden. Deze ongeveer 3,5 kilometer lange weg vormt de verbinding tussen de N722 ter hoogte van Melveren en de N759 ter hoogte van Ordingen en sluit deze daarmee aan op de expressweg N80 tussen Hasselt en Sint-Truiden.
Deze weg werd gepland als onderdeel van een grote omleidingsweg rond Sint-Truiden voor een oost-westverbinding in het zuiden van Limburg van Tienen tot voorbij Tongeren, waarbij deze een belangrijke toevoerweg zou worden voor de toen nog geplande A24 ter hoogte van Sint-Truiden.
In de jaren 1970-1980 werd begonnen met de bouw van deze weg, echter slechts over een korte afstand van iets meer dan 3 kilometer. Het aangelegde deel van de N718 is vanwege het voorziene regionale belang uitgevoerd als een 2x2 rijstroken tellende expresweg met gelijkgrondse kruisingen en een op- en afrittencomplex ter hoogte van de N722. Door besparingen bij het ministerie van Openbare Werken werd de bouw hierna echter stopgezet. Verschillende malen waren er plannen om de N718 door te trekken tot de N716 en de N79 zodat deze minstens een gedeeltelijke ringfunctie rond Sint-Truiden kon opnemen, maar geen van deze plannen werd uitgevoerd. Daardoor vormt de weg slechts een verbinding van lokaal belang en komt de grootschalige uitbouw als expressweg met zelfs een op- en afrittencomplex aan de N722 amper tot zijn recht, waardoor de N718 bekend staat als een van de grote nutteloze werken.

## Plaatsen langs de N718
- Ordingen
- Bernissem
- Melveren